# Дитрих VII (Холандия)
Дитрих VII от Холандия (на немски: Dietrich VII von Holland; на нидерландски: Dirk VII van Holland; Thierry, Theorodic; * 1164; † 4 ноември 1203, Дордрехт) от род Герулфинги, е от 1190 до 1203 г. граф на Холандия.

## Биография
Той е най-възрастният син на граф Флоренс III (1138 – 1190) и съпругата му Ада Хантингдон Шотландска (1146 – 1206), дъщеря на принц Хенри от Шотландия (1114 – 1152), внучка на крал Дейвид I.По-голям брат е на Вилхелм I (1165 – 1223), граф на Холандия (1203 – 1222) и на Флоренц († 1210), епископ на Глазгоу (1202 – 1207).
През 1189 г. брат му Вилхелм I заедно с баща им Флоренс III участва в Третия кръстоносен поход при император Фридрих I Барбароса. Баща му умира през 1190 г. в Антиохия. Дитрих VII поема бащиното си графство Холандия. След завръщането си през 1191 г. Вилхелм I въстава против брат си Дитрих VII. През 1195 г. обаче е победен от Дитрих VII и съпругата му Аделхайд фон Клеве.
Дитрих VII умира през 1203 г. и оставя графството Холандия на дъщеря си Ада.

## Фамилия
Дитрих VII се жени през 1186 г. за Аделхайд фон Клеве, дъщеря на граф Дитрих IV фон Клеве и съпругата му Аделхайд фон Зулцбах. Те имат децата:
- Аделхайд (1186 – пр. 1203), сгодена 1198 г. за Хендрик фон Гелдерн († 1198), син на граф Ото I фон Гелдерн и съпругата му Рихардис Баварска
- Ада (1188 – 1203/27), омъжена на 5 ноември 1203 г. за Лудвиг II, граф на Лооц († 1218)